# Pelegrina morelos
Espèce
Pelegrina morelos est une espèce d'araignées aranéomorphes de la famille des Salticidae.

## Distribution
Cette espèce est endémique du Morelos au Mexique,.

## Description
Le mâle holotype mesure 3,8 mm et la femelle 4,7 mm.

## Étymologie
Son nom d'espèce lui a été donné en référence au lieu de sa découverte, le Morelos.

## Publication originale
- Maddison, 1996 : Pelegrina Franganillo and other jumping spiders formerly placed in the genus Metaphidippus (Araneae: Salticidae). Bulletin of the Museum of Comparative Zoology, vol. 154, no 4, p. 215-368 (texte intégral).